# 帕特里夏·史密斯
帕特里夏·史密斯（英語：Patricia Smith，1920年—2017年），澳大利亚女子草地滚球运动员。她曾代表澳大利亚参加1982年和1986年英联邦运动会草地滚球比赛，其中1986年英联邦运动会获得一枚银牌。